# Aheloy Nunatak
Aheloy Nunatak (in lingua bulgara: Ахелойски нунатак, Aheloyski nunatak) è un nunatak o collina rocciosa antartica, alta 390 m, situata nella parte superiore del Ghiacciaio Huron nei Monti Tangra dell'Isola Livingston, nelle Isole Shetland Meridionali, in Antartide.
Il nunatak costituisce l'estremità nordorientale di una piccola dorsale montuosa che comprende anche Erma Knoll e Lozen Nunatak, ed è collegata allo Zograf Peak dalla Lozen Saddle. Fu visitato per la prima volta il 31 dicembre 2004 dall'esploratore bulgaro Lyubomir Ivanov, partito dal Campo Accademia nel corso della spedizione di ricerca scientifica Tangra 2004/05.
La denominazione è stata assegnata in onore della città bulgara di Aheloy, situata sulle sponde del Mar Nero.

## Localizzazione
Il nunatak è posizionato alle coordinate 62°38′23.3″S 60°07′53.5″W, 1,6 km a est-sudest di Kuzman Knoll, 2,48 km a sud della parte orientale del Maritsa Peak, 1,6 km a nord-nordest dello Zograf Peak e 270 m a nord-nordest di Erma Knoll.
Rilevazione topografica bulgara nel corso della campagna di esplorazione scientifica Tangra 2004/05 e mappatura nel 2005 e 2009.

## Mappe
- L.L. Ivanov et al. Antarctica: Livingston Island and Greenwich Island, South Shetland Islands. Scale 1:100000 topographic map. Sofia: Antarctic Place-names Commission of Bulgaria, 2005.
- L.L. Ivanov.  Antarctica: Livingston Island and Greenwich, Robert, Snow and Smith Islands (JPG), su apcbg.org.. Scale 1:120000 topographic map. Troyan: Manfred Wörner Foundation, 2009.